# مهرداد شهسوارزاده

مهرداد شهسوارزاده (زادهٔ خرمشهر در سال ۱۳۵۱ -)، خواننده، نوازنده و آهنگساز اهل ایران می‌باشد.

## زندگی هنری
مهرداد شهسوارزاده فعالیت هنری خود را در سال ۱۳۶۷ با فراگیری ساز پیانو آغاز کرد و تحصیلات خود را در دانشکده هنر و معماری از دانشگاه آزاد تهران در رشته نمایش ادامه داد.

## فعالیت‌ها
- همکاری با رادیو و تلویزیون از ۱۳۷۳ به عنوان دستیار تهیه و آهنگساز
- خواننده تیتراژ سریال «زنان معاصر ما» به کارگردانی مهناز مظاهری در سال ۱۳۷۴
- شروع همکاری با بابک بیات از سال ۱۳۷۵ در زمینه تعلیم آواز و سلفژ نزد وی
- همکاری با داریوش تقی‌پور به تشویق بابک بیات برای تولید نخستین آلبوم پاپ - کلاسیک بعد از انقلاب با عنوان شوکا در سال ۱۳۷۶

## آلبوم‌ها
- شوکا (۱۳۷۷) موسیقی: داریوش تقی‌پور
- دریا (۱۳۸۴) موسیقی: بابک بیات
- فال (۱۳۸۸) موسیقی: شهاب اکبری
- تلنگر (۱۳۹۵) موسیقی: شهاب اکبری، مهرداد شهسوارزاده، آهنگساز مهمان: محسن یگانه

## آلبوم‌های مشترک
- ستارگان عشق (۱۳۸۰) تک آهنگ سفر نکن، موسیقی: بابک بیات، ترانه‌سرا: شهرام دانش
- خاکستر و باد (۱۳۸۱) تک آهنگ خاکستر و باد، موسیقی: محمد محمدعلی، ترانه‌سرا: اهورا ایمان خوانندگان: ناصر عبداللهی -مهرداد شهسوارزاده
- رنگارنگ ۸۲ (۱۳۸۲)

## تک آهنگ‌ها
- ضامن عشق (۱۳۸۲) موسیقی: حسین فاضل، ترانه‌سرا: مهدیه عرب
- قصه از غلط شروع شد (۱۳۹۴) موسیقی: ستار اورکی، ترانه‌سرا: محمد کیاسالار
- شیدایی (۱۳۹۶) موسیقی: مهرداد شهسوارزاده، ترانه‌سرا: عبدالجواد موسوی
- هجوم پاییز (۱۳۹۹) موسیقی: مهرداد شهسوارزاده، ترانه‌سرا: آزیتا قاسمی
- عاشقم شو (۱۳۹۹) موسیقی: شهاب اکبری، ترانه‌سرا: نوشین بختیاری
- وقتی زمستون رفت (۱۴۰۱) موسیقی: شهاب اکبری، ترانه‌سرا: امیر ارجینی
- ضامن سرنوشت (۱۴۰۲) موسیقی: شهاب اکبری، دکلمه و ترانه‌سرا: امیر ارجینی
- رسیدم به تو (۱۴۰۳) موسیقی: شهاب اکبری، ترانه‌سرا: یاحا کاشانی

## سریال‌شناسی و تیتراژ تلویزیونی
- زنان معاصر ما (۱۳۷۴) موسیقی: ثریا وهاب
- اکسیژن (۱۳۷۸) موسیقی: کیوان کیارس، ترانه‌سرا: محمد مهدی رسولی
- خاکستر و باد (۱۳۸۱–۱۳۸۲) خوانندگان مهرداد شهسوارزاده و ناصر عبداللهی، ترانه‌سرا: اهورا ایمان
- کتابفروشی هدهد (۱۳۸۵) موسیقی: بهرام دهقانیار، شعر: حافظ
- گل بارون زده (۱۳۸۵) موسیقی: محمد محمدعلی، ترانه‌سرا: علی معلم دامغانی
- چرخ و فلک (۱۳۹۴) موسیقی: ستار اورکی، ترانه‌سرا: محمد کیاسالار، طهمورث پورشیرمحمد

## تیتراژهای رادیویی
- سلام، صبح بخیر (۱۳۸۵)
- هزار پنجره (۱۳۸۶–۱۳۸۸)
- کافه رادیو (۱۳۸۹–۱۳۹۲)

## تیتراژهای سینمایی
- پیشنهاد پنجاه میلیونی (۱۳۸۴) موسیقی: سعید شهرام، ترانه‌سرا: طهمورث پورشیرمحمد
- قرارمون پارک شهر (۱۳۹۵) موسیقی: ستار اورکی